# Покрајина Ахал
Покрајина Ахал, односно провинција Ахал или вилајет Ахал (туркм. welaýaty), је једна од пет покрајина Туркменистана. Главни град покрајине је Анау.